# 2022-es Campeones Cup
A 2022-es Campeones Cup volt a 4. alkalommal megrendezett észak-amerikai nemzetközi labdarúgókupa. A kupában az MLS-kupa és a mexikói szuperkupa győztesei vesznek részt. 
A címvédő az amerikai Columbus Crew volt. A bajnoki trófeát a szintén amerikai New York City szerezte meg, a kupa történetében először.

## A mérkőzés
| 2022. szeptember 14. 19:30 EDT |

| New York City          | 2–0 | Atlas |
| ---------------------- | --- | ----- |
| Callens 4' Moralez 49' |     |       |

| Yankee Stadion, New York, New York Nézőszám: 24 823 Játékvezető: Saíd Martínez (Honduras) |